# Abadia
Abadia (em latim: abbatia; derivado do aramaico abba, "pai") é uma comunidade monástica cristã, católica ("casa regular formada"), sob a tutela de um abade ou de uma abadessa, que a dirige com a dignidade de pai (ou madre) espiritual da comunidade. Deve apresentar no mínimo doze monges professos solenes em seus quadros, e cuja ereção canónica tenha sido decretada formalmente pela Santa Sé. O termo é ainda utilizado para se referir a igrejas que pertenceram a abadias hoje extintas, caso da Abadia de Westminster ou da de São Galo. Em Portugal, também se designava como abadia algumas freguesias cujo pároco era designado como abade, mas tal designação não mais é utilizada.
Um priorado apenas difere de uma abadia pelo fato de o seu superior se intitular prior, em vez de abade. Difere dos conventos ou mosteiros em geral, já que estes últimos podem referir-se a comunidades monásticas não cristãs. Os priorados eram, originalmente, casas subsidiárias de uma abadia principal, a cujo abade estavam subordinados. Tal distinção desapareceu praticamente a partir do Renascimento.
As primeiras comunidades cristãs monásticas consistiam em grupos de celas ou cabanas reunidas em torno de um centro, onde habitava um eremita ou anacoreta de reconhecida virtude e de vida ascética exemplar, mas sem obedecer a qualquer ordem espaço-funcional. Tais comunidades já existiam, nesses moldes, entre grupos religiosos não cristãos, como os Essénios na Judeia e talvez entre os Terapeutas, no Egito.

## Importância civilizacional

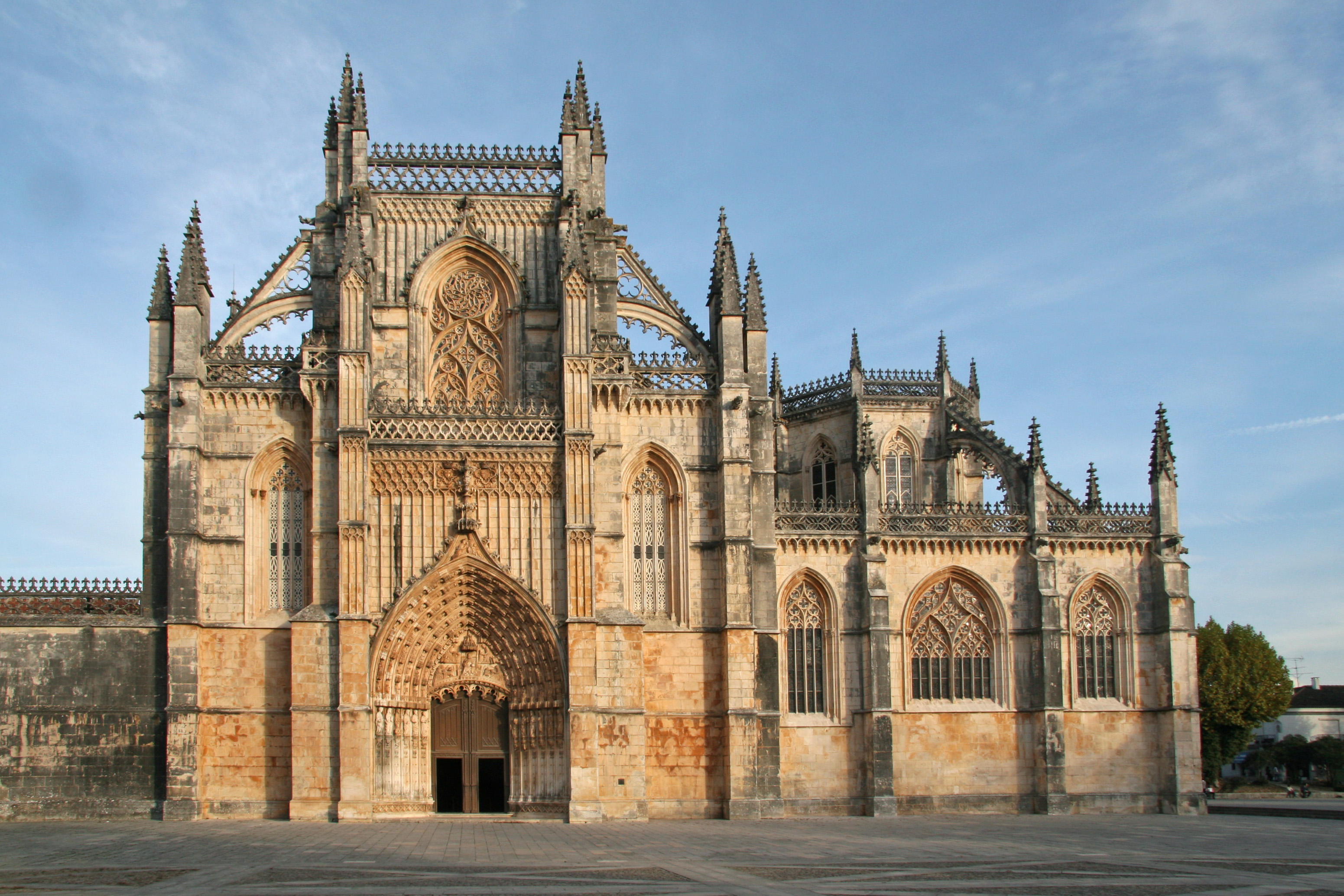
Mosteiro de Santa Maria da Vitória da Batalha, Portugal

Durante a Idade Média, principalmente depois de Carlos Magno e das invasões bárbaras, foram as abadias a tomar as principais iniciativas a nível cultural e mesmo de fomento económico de muitas regiões europeias, não resumindo a sua ação a funções religiosas e litúrgicas mas, de fato, civilizacionais. Em alguns locais, como na Inglaterra e na Alemanha, não foram poucas as vezes em que uma povoação se formava em torno de abadias, ainda que esta tendência não se tenha verificado no Norte de África e no Oriente. Dentro da estrutura social e territorial do feudalismo, muitas abadias conseguiram, principalmente a partir do século X, obter isenção canónica da autoridade diocesana (ou seja, episcopal), já que alguns bispos assumiam o seu papel de senhores feudais. Estas instituições ficavam, assim, sob a autoridade direta da Santa Sé — em Portugal, tal aconteceu com as abadias cistercienses, enquanto que as abadias beneditinas ficavam, em geral sob a autoridade directa do bispo. Em alguns locais, como na Irlanda, o número de abadias tornou-se tão grande que a divisão do território em dioceses foi praticamente suplantada pelas autoridades abaciais. Algumas das abadias tiveram, também, jurisdição fiscal (recebiam impostos) e judicial sobre alguns territórios, através da atribuição régia de coutos.
A importância cultural das abadias centra-se essencialmente no seu papel de preservadoras das obras da antiguidade, através do trabalho dos monges copistas que, ainda que corrompessem alguns dos textos, enriqueciam outros com comentários, além de desenvolverem a ainda hoje muito apreciada arte das iluminuras. Será das bibliotecas das abadias que sairão os textos fundadores do novo humanismo renascentista.
A importância económica das abadias, ao modificarem o seu espaço circundante, fazendo o arroteamento de matas, a secagem de pântanos, ao aplicarem e experimentarem novas técnicas agrícolas e ao incentivarem a criação de ofícios artesanais foi essencial para a conformação de uma Europa que viria a emergir com o Renascimento. Também de importância foi a sua obra de assistência social, com a fundação de albergarias onde se acolhiam pobres e peregrinos, ou de asilos e enfermarias onde era praticada a ainda incipiente medicina medieval, praticamente baseada na crença dos benefícios das sangrias.

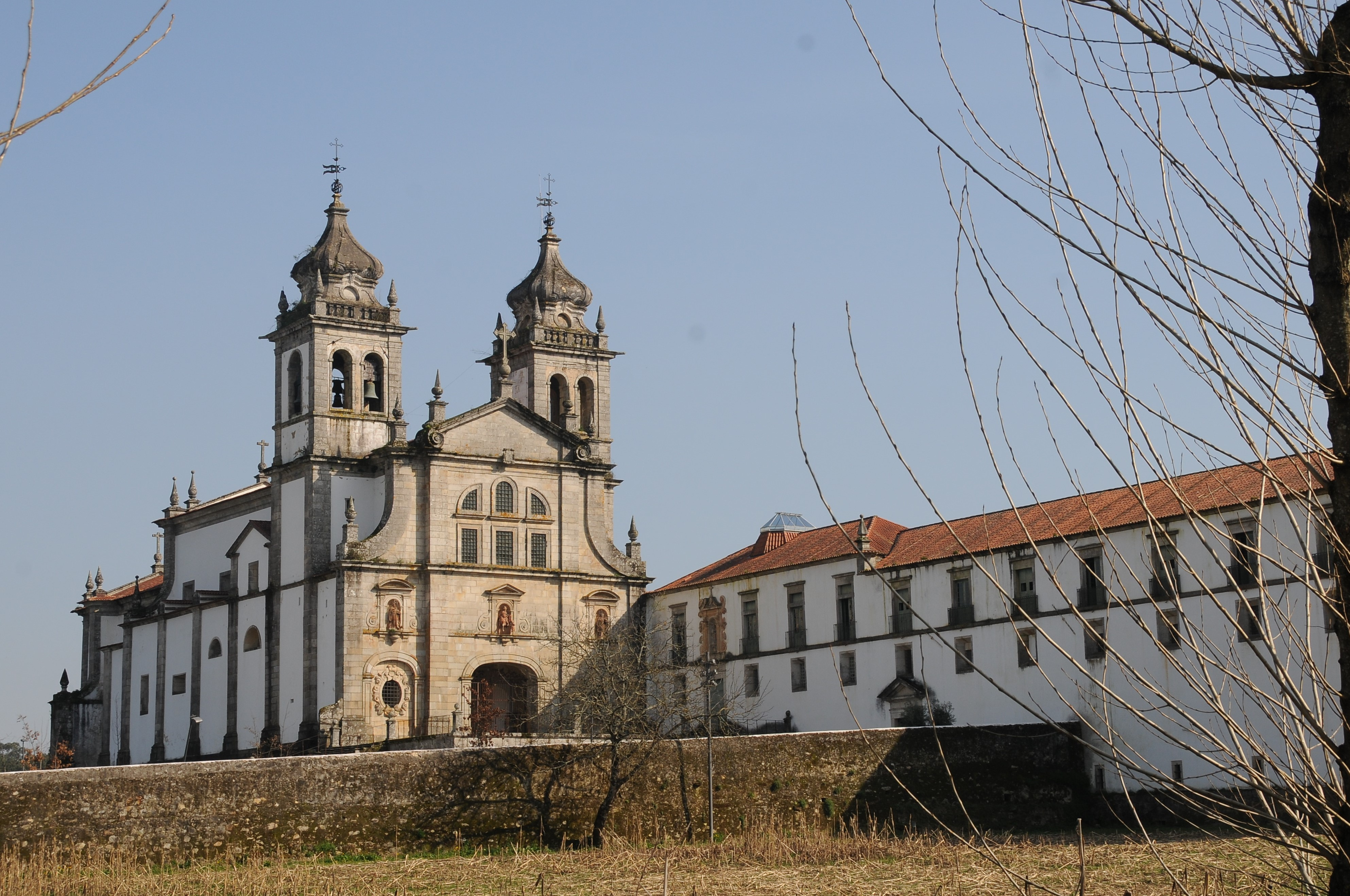
Mosteiro de Tibães, Casa Mãe da Ordem Beneditina em Portugal

A partir do século VII, apareceram os patronos, pertencendo a famílias poderosas, muitos dos quais subjugavam as abadias sob a sua suposta proteção e administração, fazendo a exação dos seus recursos e impondo a sua vontade, sem qualquer preocupação com os objetivos religiosos ou culturais dos conventos, o que originou diversas reclamações. Estes senhores, os advogados, como eram designados no império Carolíngio, assumiam esta função de patronato em decorrência de qualquer favor concedido, em geral de ordem militar, mas o custo era por vezes excessivo para as abadias, que não suportavam a contínua exploração dos sucessivos herdeiros que se consideravam no direito de manter os privilégios e a direção dos próprios mosteiros, influindo, por exemplo, na atribuição de cargos, como o de abade. Nos séculos XIV e XV, ainda que tais patronos fossem desaparecendo, apareceram os abades comendatários, laicos, persistindo as mesmas ingerências. Em 1567, com a reforma das Ordens monásticas, estabelecia-se o princípio da independência das abadias de qualquer controlo por parte dos leigos.
Os séculos XVIII e XIX, com as suas revoluções políticas, por vezes anticlericais, viram a extinção de várias Ordens monásticas e o encerramento de muitas abadias. Seguiu-se, em vários casos, uma autêntica delapidação do património de muitos mosteiros, como aconteceu em Portugal em 1833 e 1834, com o liberalismo. O caso do mosteiro de Tibães é paradigmático - o seu rico espólio foi vendido em hasta pública, perdendo-se assim, nas mãos de particulares, tesouros inestimáveis da arte portuguesa.

## O cenobitismo

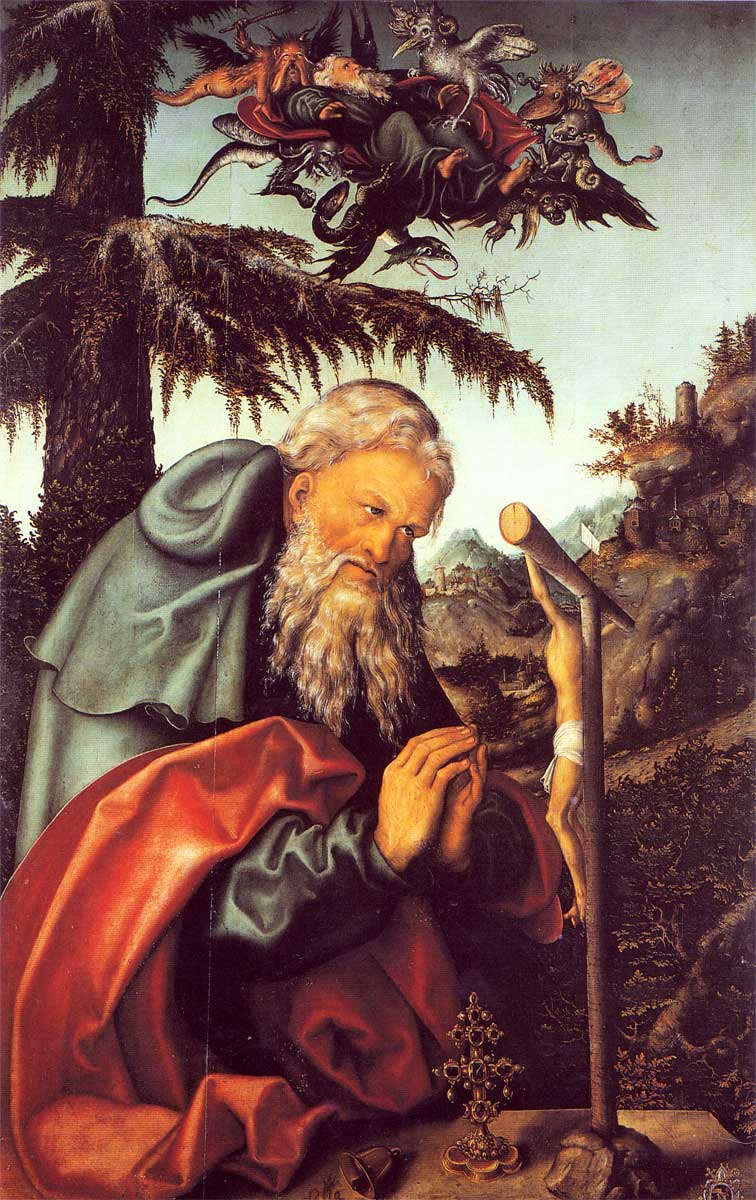
Abade Santo Antão, precursor da vida cenobítica (Representação de Lucas Cranach)

No monasticismo cristão primitivo, os monges procurando a santidade através da ascese, viviam sozinhos, de modo independente, não muito longe da igreja da aldeia, sendo responsáveis pelo seu próprio sustento, trabalhando com as suas próprias mãos e distribuindo depois os excedentes pelos pobres, depois de satisfeitas as suas frugais necessidades. Um crescente fervor místico-religioso, incitado pelas perseguições, levou-os a afastarem-se cada vez mais da civilização para desertos e montanhas solitárias, ainda que também se tenham estabelecido mosteiros em cidades como Roma, Cartago, Alexandria e Hipona (cidade de Santo Agostinho, o qual também seria um dos primeiros a estabelecer uma Ordem religiosa, que seria particularmente popular durante a Idade Média). Os desertos do Egito enxamearam-se com as celas ou cabanas destes anacoretas. Santo Antão, retirado em Tebaida, no Egito, durante as perseguições de Maximiano, no ano de 312, tornou-se um dos mais célebres destes monges, os Padres do Deserto, pela sua austeridade, santidade reconhecida pelos outros e pelo seu poder como exorcista. A sua fama granjeou-lhe um grupo apreciável de discípulos desejosos de alcançar a sua santidade pelo caminho do ascetismo. Quanto mais agreste era a morada que escolhia, mais discípulos o rodeavam. Recusando-se a separarem-se do seu guia espiritual, nascia assim a primeira comunidade monástica, consistindo em cabanas (celas), em torno de outra, considerada superior, onde residia o abade. Segundo Neander, na sua História da Igreja, Antão, sem qualquer projeto consciente de arquitetura, tornou-se o fundador de um novo modo de vida em comum: o cenobitismo. Com o passar do tempo, os grupos de cabanas foram tornando mais complexas e ordenadas as suas relações espaciais e funcionais. Começou-se por dispor as celas em linhas, como as tendas de um acampamento ou casas numa rua. Tais fileiras de células individuais passaram a chamar-se de Laurae, Laurai, "ruas" ou "travessas."
O verdadeiro fundador dos mosteiros cenobitas (koinos, comum, e bios, vida) no sentido moderno foi Pacômio, um egípcio que viveu no início do século IV. A primeira comunidade por ele estabelecida situava-se na Tebaida, mais especificamente em Tabenesi, uma ilha do Nilo, no Alto Egito. Apesar de a sua regra ainda ter uma concepção rude, representou uma evolução interessante, ao estabelecer um modo de vida mais comunitário, afastando-se dos rigores extremos dos anacoretas. Durante a sua vida, fundaram-se na região outras oito comunidades, perfazendo cerca de 3 000 monges. Em menos de cinquenta anos após a sua morte, estas sociedades já contavam com cerca de 50 000 membros. Estes cenóbios (coenobia - sendo também usados os termos caenobium, congregatio, fraternitas e asceterion) assemelhavam-se a conjuntos de aldeias, povoadas por uma comunidade religiosa laboriosa do mesmo sexo, sob a obediência de um superior religioso.
As construções estavam separadas, eram pequenas e de carácter humilde. Cada cela ou cabana, de acordo com Sozomeno (H.R. iii. 14), serviria para três monges. Tomavam a refeição principal num refeitório comum às três horas da tarde, depois de terem feito jejum. Comiam em silêncio, com os capuzes tão caídos para a frente que mal podiam ver outra coisa além do que constava na mesa, à sua frente. Os monges devotavam o seu tempo ao serviço religioso ou ao trabalho manual. Paládio, que visitou os mosteiros egípcios no final do século IV, encontrou, entre trezentos membros do cenóbio (coenobium) de Panópolis, sob a regra de Pacômio, quinze alfaiates, sete ferreiros, quatro carpinteiros, doze condutores de camelos e quinze curtidores. Cada comunidade independente tinha o seu próprio 'ecônomo ou director, que estava sujeito a um director geral, pertencente à sede principal. Todos os produtos nascidos do trabalho dos monges ficava ao seu encargo, e eram por ele expedidos para Alexandria. O dinheiro ganho era gasto no armazenamento de víveres para a comunidade — o excedente era oferecido em caridade. Duas vezes por ano, os superiores dos vários cenóbios reuniam-se no mosteiro principal, sob a presidência de um arquimandrita ("chefe da congregação de fiéis," de miandra, que significa "curral do rebanho"), e na última reunião prestavam contas da sua administração anual. Os cenóbios da Síria pertenciam também à instituição pacomiana. Conhecem-se atualmente muitos detalhes em relação às comunidades vizinhas de Antioquia a partir dos escritos de São João Crisóstomo. Os monges viviam em cabanas individuais, separadas, kalbbia, formando um pequeno vilarejo nas abas de uma montanha. Estavam sujeitos a um abade, observando uma regra comum. (Não tinham refeitório, mas comiam a sua refeição em comum, composta apenas de pão e água, quando o dia de trabalho terminava, deitando-se em camas de palha, muitas vezes ao relento). Reuniam-se quatro vezes por dia para orações e recitação de salmos.
O mais antigo mosteiro cristão conhecido a deixar marcas que permitam vislumbrar o seu plano arquitetônico situava-se em Tébessa, na Numídia, atual Argélia, que aí foi destruído pelos muçulmanos em 535, reconstruído e, depois, de novo destruído em 683, também pelos árabes. Seu traçado original ficou um pouco mais esclarecido após escavações levadas a cabo no final do século XIX.
O monasticismo cristão europeu viria a nascer deste gérmen, depois da divulgação deste modo de vida por religiosos ocidentais como São Basílio de Cesareia, São Jerónimo e João Cassiano, após terem visitado os Padres do Deserto. São Martinho de Tours fundava, entretanto, os mosteiros de Ligugé e Marmoutier. Na Irlanda, São Columba e São Patrício seriam os grandes impulsionadores do monasticismo celta.
De início ainda existiram mosteiros duplos, em que homens e mulheres conviviam sob a direção de um abade comum. Tais instituições foram primeiramente abolidas no Oriente, por Justiniano, preocupado com os abusos que daí podiam advir. No Ocidente, contudo, mosteiros deste género continuaram a existir em Inglaterra, França e Espanha onde se estabeleciam regras severas que não permitiam grande contacto entre as duas comunidades de sexo oposto, como acontecia nos conventos da Ordem de São Gilberto de Sempringham, em Inglaterra, ou nos mosteiros franceses de Faremoutiers, Chelles, Remiremont, etc.
O Concílio de Calcedónia, em 451, proibia a fundação de qualquer mosteiro sem a permissão do bispo local, de modo a evitar quaisquer irregularidades e para evitar o seu abandono e ruína.
À medida que se foram formando novas Ordens religiosas, em resposta a crises institucionais diversas, os monges foram também adoptando determinadas opções estéticas e pragmáticas que se traduziam no traçado das plantas dos diversos mosteiros, bem como na decoração e concepção dos espaços — por exemplo, a igreja, aberta aos fiéis, deveria transmitir algo sobre as intenções místicas da Ordem.

## Grande Lavra e Monte Atos

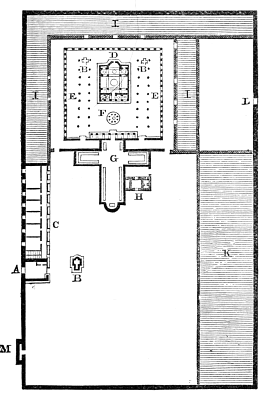
Mosteiro da Grande Lavra, Monte Atos (Lenoir): A: Entrada; B: Capelas; C: Hospedaria; D: Igreja; E: Claustro; F: Fonte; G: Refeitório; H: Cozinha; I: Celas; K: Armazéns; L: Porta das traseiras; M: Torre.

A necessidade de defesa perante ataques hostis, já que os conventos tinham a tendência de acumular oferendas valiosas, a economia de espaço, a conveniência de acesso de uma parte da comunidade para outra, foi dando, gradualmente, lugar uma ordenação mais funcional e compacta dos edifícios pertencentes a um cenóbio monástico. Edificações de grandes dimensões foram, então, erigidas, com fortes muralhas exteriores, capazes de fazer frente a um inimigo externo. Os espaços internos passaram a se organizar em torno de um ou mais pátios abertos, usualmente orlados por claustros. O arranjo espacial oriental mais comum pode ser exemplificado a partir do plano do Mosteiro da Grande Lavra, em Monte Atos.
Este mosteiro, tal como a generalidade dos mosteiros orientais, é rodeado por uma forte e alta muralha de pedra branca, fechando uma área de cerca de 1,2 hm² a 1,6 hm². O lado mais longo tem cerca de 150 metros. Existe apenas uma entrada principal, no lado norte (A), defendida por três portas separadas de ferro. Perto da entrada existe uma grande torre (M), característica dos mosteiros levantinos. Existe uma pequena porta das traseiras (L). O recinto compreende dois grandes pátios abertos, rodeados de construções ligadas a galerias claustrais de madeira ou pedra. O pátio exterior, de maiores dimensões, inclui os celeiros e armazéns (K), a cozinha (H) e outros locais de trabalho ligados ao refeitório (G). Imediatamente adjacente à entrada, dispõe-se uma hospedaria de dois andares, aberta para um claustro (C). O pátio interior é rodeado por um claustro (EE) que comunica com as celas dos monges. No centro deste pátio encontra-se o catholicon, ou Igreja conventual: um edifício retangular com uma ábside bizantina do tipo cruciforme com cúpula, aproximada por um nártex, também com cúpula. Frente à igreja pode-se ver uma fonte de mármore (F) coberta de uma cúpula suportada por colunas.

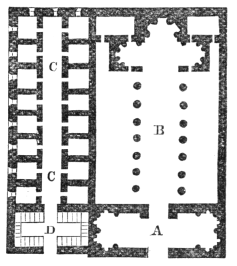
Mosteiro copta: A: Nártex; B: Igreja; C: Corredor, com celas de cada lado; D: Escadas.

Abrindo da parte ocidental do claustro, mas situando-se, efetivamente, no pátio exterior, está o refeitório (G) - um grande edifício cruciforme, com cerca de 30 metros de largura e de comprimento, decorado interiormente com frescos relativos a diversos santos. Na extremidade superior existe um recanto semicircular, fazendo lembrar o triclínio do Palácio de Latrão em Roma, em que se situa o lugar do abade ou hegúmeno. Este edifício é, contudo, usado principalmente como local de reunião, já que os monges orientais têm o hábito de tomar as refeições nas suas celas individuais.
A planta ao lado, de um mosteiro Copta, de Lenoir, mostra uma igreja com três naves, com ábsides celulares e duas fileiras de celas de cada lado de uma galeria retangular.

## Abadias beneditinas
Na Europa ocidental, os primeiros mosteiros aproveitaram em grande parte o traçado das vilas romanas deixadas como marca do Império Romano, reutilizando-as ou copiando a sua planta-tipo. Não há grande conhecimento quanto aos principais órgãos constituintes das abadias antes da institucionalização da regra monástica de São Bento de Núrsia, primeiramente aplicada em Monte Cassino e que depois se difundiu, com uma rapidez quase miraculosa, por toda a Europa Ocidental. De início, e tal como se pode verificar da leitura da Regra, os mosteiros eram compostos por um oratório de pequenas dimensões, já que se destinava única e exclusivamente para uso dos monges; um dormitório, onde pouco mais constava que uma enxerga, lençol, cobertor e travesseiro; uma cozinha e despensa, um refeitório, uma sala de leitura e oficinas. Depois de São Bento, foram erigidos mosteiros excedendo, em espaço e esplendor, tudo o que antes se vira. Poucas foram as grandes cidades Italianas que não tivessem o seu convento Beneditino - o mesmo acontecendo nos grandes centros populacionais de Inglaterra, França e Espanha. O número de mosteiros fundados de 520 a 700 é espantoso. Antes do Concílio de Constança, 1415, nada menos que 15 070 abadias, apenas desta ordem religiosa. Em Portugal, a Casa Mãe da Ordem Beneditina foi o Mosteiro de São Martinho de Tibães, que assumiu o papel de importante centro, não só religioso, mas também cultural e estético.
Tais edifícios eram organizados uniformemente segundo uma planta-tipo que apenas era modificada para se adaptar às circunstâncias próprias de cada local, como nas abadias de Durham e de Worcester, onde os mosteiros foram erigidos junto a margens escarpadas de um rio. Não existe atualmente qualquer exemplar preservado dos mosteiros beneditinos primitivos. Mas tem-se acesso a uma planta para o grande mosteiro suíço de São Galo, elaborada cerca do ano de 820 por um autor anónimo, e que, apesar de possivelmente nunca ter sido implementada, permite tirar ilações quanto à forma como seria um mosteiro carolíngio de primeira classe no final do século IX. Estes planos foram investigados principalmente por Keller (Zurique, 1844) e pelo professor Robert Willis (Arch. Journal, 1848, vol. v. pp. 86–117). Devemos, ao último, as descrições mais detalhadas e os esquemas mais reveladores, feitos a partir das transcrições que efetuou dos originais, atualmente em arquivo neste convento. A aparência geral do convento é a de uma cidade composta por casas isoladas e ruas entre elas. Foi planeada, de forma evidente, segundo as disposições da regra de São Bento, que aconselhava que o mosteiro fosse tanto quanto possível autossuficiente, contendo todas as infraestruturas necessárias para as necessidades básicas dos monges, bem como as construções consignadas às funções religiosas e sociais próprias do convento. Devia conter, assim, um moinho, uma padaria, estábulos para equinos e bovinos, bem como acomodações para a execução de todas as artes mecânicas necessárias, de modo a reduzir ao máximo a dependência dos monges em relação ao exterior. O claustro aparece já como um elemento agregador dos vários edifícios. Crê-se que resulte da transfiguração do átrio das construções romanas, tendo-se usado o seu espaço interior, depois do trabalho nos campos e das refeições, para a audição de preleções de algum mestre.

### Infraestruturas e a sua distribuição no espaço

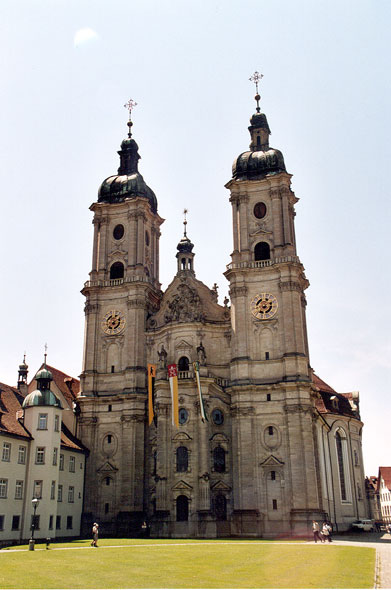
Convento de São Galo

A distribuição geral dos edifícios pode, então, ser descrita da seguinte forma:
A igreja, com o seu claustro a sul, ocupa o centro de uma área quadrangular, de cerca de 40 m². Os edifícios, tal como em todos os grandes mosteiros, estavam distribuídos por grupos. A igreja formava o núcleo, como centro da vida religiosa da comunidade. Em relação próxima com a igreja estão os edifícios que marcam o quotidiano dos monges, como o refeitório, o dormitório, o salão comum para a necessária convivência social, a sala do capítulo ou sala capitular, para reuniões de carácter disciplinar e religioso. Estes elementos essenciais da vida monástica são abrangidos por um pátio enclaustrado, rodeado por uma arcada coberta, permitindo o acesso entre os diversos edifícios, mesmo com mau tempo.
A enfermaria, para monges doentes, com a casa do físico (médico) e o jardim medicinal, dispunha-se a oriente. Nesse mesmo grupo encontrava-se a escola para a instrução dos noviços. A escola externa, com a casa do mestre-escola, junto à parede norte da igreja, ficava fora do recinto conventual, próxima da casa do Abade, que o devia vigiar constantemente.
Os edifícios devotados à hospitalidade dividiam-se em três grupos: um para a recepção das visitas mais importantes; outro para os monges que estivessem de passagem pelo convento; outro para os viajantes pobres e peregrinos. O primeiro e terceiro ficavam nos lados da entrada comum do mosteiro. O hospício para visitas de importância ficava do lado norte da igreja, não muito longe da casa do Abade; as instalações para os pobres ficavam a sul, depois dos edifícios da quinta. Os monges eram alojados numa casa de hóspedes construída junto à parede norte da igreja.
O grupo de edifícios destinados à satisfação das necessidades materiais do estabelecimento ficam a sul e a ocidente da igreja, estando claramente separados dos edifícios monásticos. Chegava-se à cozinha e às oficinas por uma passagem no extremo-oeste do refeitório, estando ligadas às padarias e aos alambiques, situando-se numa dependência mais afastada. Toda a parte sul e ocidental é dedicada às oficinas de trabalho manual, estábulos e dependências ligadas ao trabalho do campo.
As construções eram apenas de um piso, com apenas algumas excepções (como o dormitório principal, sobre o calefatório). Tirando a igreja, o conjunto de trinta e três blocos separados era construído, provavelmente, em madeira.
A igreja é cruciforme, com a nave principal dividida por nove tramos e uma ábside semicircular em cada extremidade. A ábside ocidental está rodeada de um peristilo semicircular, deixando um espaço aberto, sem telhado, designado como "paraíso", antes da parede da igreja. O altar-mor fica imediatamente a leste do transepto, ou coro ritual - o altar de São Paulo - e a oeste, fica o altar de São Pedro. A fachada ocidental (Westwerk) é ladeada por duas torres campanário, cilíndricas.

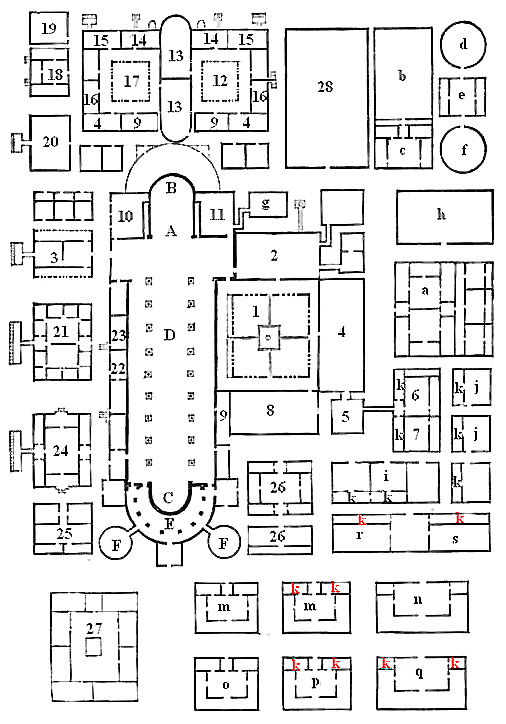
Planta térrea de São Galo
Igreja:
A. Altar-mor; B. Altar de São Paulo; C. Coro; D. Nave principal; E. Paraíso; F. Torres.
Edifícios monásticos:
1. Claustro; 2. Calefatório, com dormitório em cima; 3. Casa do abade; 4. Refeitório(s); 5. Cozinha; 6. Padaria; 7. Alambiques; 8. Celeiro; 9. Câmara; 10. Escritório e biblioteca; 11. Sacristia e vestiário; 12. Noviciado; 13. Eira; 14. Calefatório; 15. Dormitório; 16. Sala do mestre-escola; 17. Enfermaria; 18. Casa dos Médicos; 19. Jardim medicinal; 20. Sala das sangrias; 21. Escola; 22. Casa do mestre-escola; 23. Hospedaria para monges de fora; 24. Hospedaria para visitas importantes; 25. Cozinha da hospedaria; 26. Hospedaria para pobres e peregrinos; 27. Uso desconhecido; 28. Cemitério.
Serviços:
a. Oficinas; b. Horta/jardim; c. Casa dos jardineiros; d. Pateira (criação de patos); e. Casa dos guardas; f. Galinheiro; g. Produção de hóstias sacramentais; h. Eira; i. Casa dos criados; j. Moinhos; k. Dormitórios dos criados; m. Redil (cabras e ovelhas); n. Vacaria; o. Casa dos criados; p. Pocilga; q. Cavalariça.

O claustro principal, a sul da igreja tem, do lado oriental o "pisalis" ou "calefatório", a sala comum dos irmãos, aquecida por canos de chaminé que passavam por debaixo do chão. Neste mesmo lado, em mosteiros tardios, encontramos também, invariavelmente, a sala do Capítulo. De fato, a sua ausência nesta planta é insólita. Sabe-se, contudo, pelas inscrições que fazem parte da planta original, que o corredor norte dos claustros serviam para esse fim, tendo bancos de cada lado.
Sobre o calefatório encontrava-se o "dormitório" que abria para o transepto sul da igreja, de modo a permitir um rápido acesso dos monges ao serviço religioso noturno.
O lado sul está ocupado pelo refeitório, a partir do qual de acede à cozinha, pela extremidade oeste. Esta está separada do edifício principal, e liga-se, por uma longa passagem, a um edifício onde se encontram os fornos para fazer o pão e os alambiques, bem como os dormitórios dos criados que aí trabalham. Sobre o refeitório ficava o vestiário, onde se guardavam as roupas do dia-a-dia dos confrades.
A oeste do claustro encontra-se outro edifício com dois pisos, com o celeiro no rés-do-chão e a despensa e armazém no primeiro andar. Entre este edifício e a igreja, abrindo apenas por uma porta a partir dos claustros, encontrava-se uma câmara para contatos com visitantes do exterior. A leste do transepto norte encontrava-se o "scriptorium" ou escritório, com biblioteca por cima.
A leste da igreja encontram-se um grupo de edifícios compreendendo dois estabelecimentos conventuais em menor escala e complementares. Cada um tem um claustro coberto pelas dependências usuais (dormitório, calefatório, refeitório etc.) e duas capelas colocadas lado a lado, em espaços opostos.
Um edifício separado dos dois continha os banhos e a cozinha. Um destes "miniconventos" destinava-se aos oblatos ou noviços. O outro consistia na "enfermaria" para monges doentes.
A casa dos médicos ficava contígua à enfermaria e ao jardim medicinal, no canto nordeste do mosteiro. Entre outras dependências, continha uma drogaria e uma câmara para os doentes em estado mais grave. A casa das purgas e sangrias ficava a oeste.
A "escola exterior", na área norte do convento, incluía uma grande sala de aulas dividida ao meio por uma partição e rodeada por quatro pequenos quartos, para os estudantes. A casa do mestre-escola ficava do lado oposto, junto à parede norte da igreja.
Os dois "hospitia" (ou hospedaria) para os estranhos aos conventos estavam separados consoante o nível social dos visitantes, compreendendo uma larga câmara comum ou refeitório, no centro, rodeada dos dormitórios. Cada um estava munido dos seus próprios fornos e alambiques, além de uma cozinha e despensa para os viajantes de maior importância, com quartos para os seus criados e cavalariças para tratar dos cavalos. Existia ainda um "hospitium" para monges de fora, junto à parede norte da igreja.
Para além do claustro, no extremo da fronteira do convento, a sul, ficaria a fábrica, contendo oficinas para sapateiros, fabricantes de selas (sellarii), cuteleiros, curtidores, pisoeiros, ferreiros, ourives, etc, com as suas habitações nas traseiras. Deste lado encontravam-se também a quinta, a eira, o celeiro, os moinhos, etc. A oeste ficavam os estábulos, e os redis de ovelhas, vacas e cabras, bem como as pocilgas, junto às habitações de quem aí trabalhava. A sudeste, encontravam-se as criações de patos e galinhas, bem como o quarto do guarda destas criações, junto a uma horta onde se colhiam cebolas, alhos, aipo, alfaces, papoilas, cenouras, couves, etc. No cemitério cresciam macieiras, pereiras, ameixeiras, marmeleiros, etc.

## Cluny

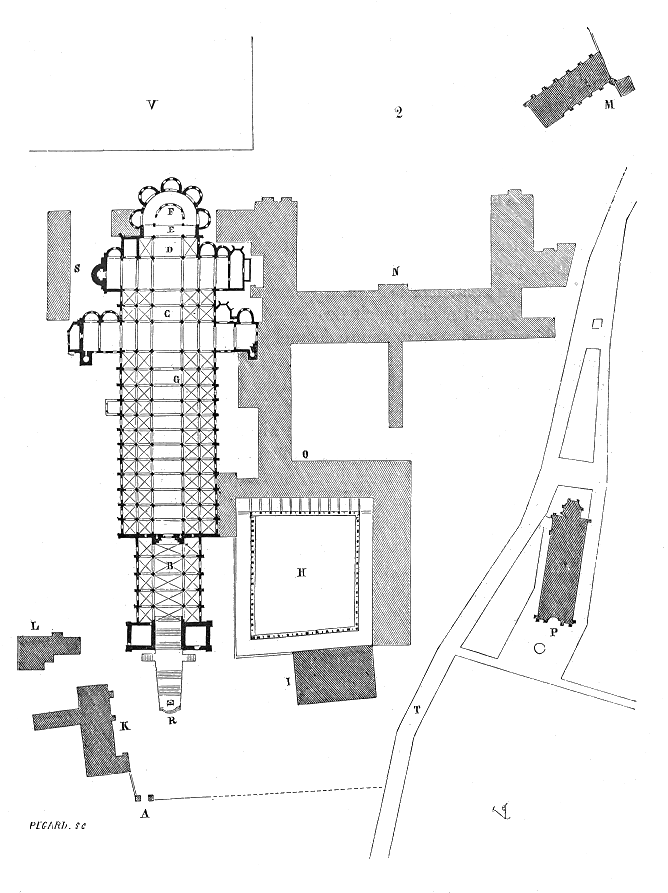
Planta da antiga abadia de Cluny

A história do monasticismo teve momentos alternados de decadência e de renascimento. Com o acréscimo da estima popular, os conventos começaram a apropriar riqueza e, inevitavelmente, os hábitos de austeridade monástica começaram a degradar-se e a dar lugar à tentação do luxo e do materialismo. O ardor religioso foi esfriando e o rigor no cumprimento da regra foi diminuindo. A disciplina estava de tal forma relaxada que existem relatos do século X que indicam que grande parte dos frades desconheciam a própria existência da regra monástica. A reforma destes abusos passou, muitas vezes, pela criação de novas ordens monásticas, com regras mais rígidas, o que também tinha implicações na organização arquitectónica das abadias. Uma das primeiras foi a ordem de Cluny, que foi buscar o seu nome à pequena aldeia homónima, a noroeste de Mâcon. Em cerca de 909, Guilherme, duque da Aquitânia e Conde de Auvérnia, fundou uma nova abadia beneditina, dirigida por Bernão, abade de Beaume. Este foi sucedido por Santo Odão, que é, geralmente, considerado o fundador da Ordem. A fama de Cluny rapidamente se espalhou por toda a Europa. A sua regra, rígida, foi adoptada, então, por diversas abadias beneditinas que se consignaram à sua influência, jurando lealdade ao "arquiabade" de Cluny.
No século XII, o número de abadias filiadas a Cluny, nos vários países europeus, ascendia a cerca de dois milhares. A abadia-mãe era uma das mais opulentas de França. Pode-se ter uma ideia das suas dimensões se se tiver em conta que em 1245, o Papa Inocêncio IV, acompanhado de doze cardeais, um patriarca, três arcebispos, dois abades-gerais dos cartuxos e cistercienses, o rei de França (São Luís) e três dos seus filhos, Balduíno, conde da Flandres e imperador de Constantinopla, o duque da Burgúndia e seis nobres, bem como todo os seus séquitos, ao visitar a abadia, ficaram aí instalados sem qualquer problema de acomodação para os frades que aí residiam, num total de 400 (no seu auge albergou 10 000 monges). Quase todos os edifícios desta abadia, contudo, foram destruídos e/ou reconstruídos no final do século XVIII, quando se adoptou uma nova planta térrea.
A igreja, de grandes proporções, media cerca de 200 metros de altura. A nave (G - na figura ao lado) tinha corredores abobadados duplos de cada lado. Tinha um transepto oriental e um transepto ocidental, cada um com capelas em ábside para leste. O transepto ocidental media cerca de 54 metros e o oriental, 37,5 metros. O Coro terminava numa ábside semicircular (F), rodeada de cinco capelas, também semicirculares. A entrada a ocidente dava para o nártex ou vestíbulo (B) que por si mesmo funcionava como igreja com três alas, já de grandes dimensões, flanqueada por duas torres, após um lance de escadas grandioso com uma grande cruz de pedra. A sul da igreja ficava o claustro (H), também de proporções consideráveis, mas colocado mais a oeste do que era hábito. No lado sul do claustro ficava o refeitório (P), que consistia num edifício imenso de 30 por 18 metros, onde se dispunham seis filas de mesas longitudinalmente e três transversalmente. Era adornado com os retratos dos principais beneméritos da Abadia e com temas relacionados com a História Sagrada. A parede do fundo exibia cenas relativas ao Juízo Final. Infelizmente, não se sabe qual a função do edifício representado em N. A residência do abade (K), que se mantém parcialmente preservada, ficava junto à entrada. A hospedaria (L) ficava perto. A padaria (M), que também se mantém, é um edifício à parte, também de grandes dimensões.

## Cistercienses

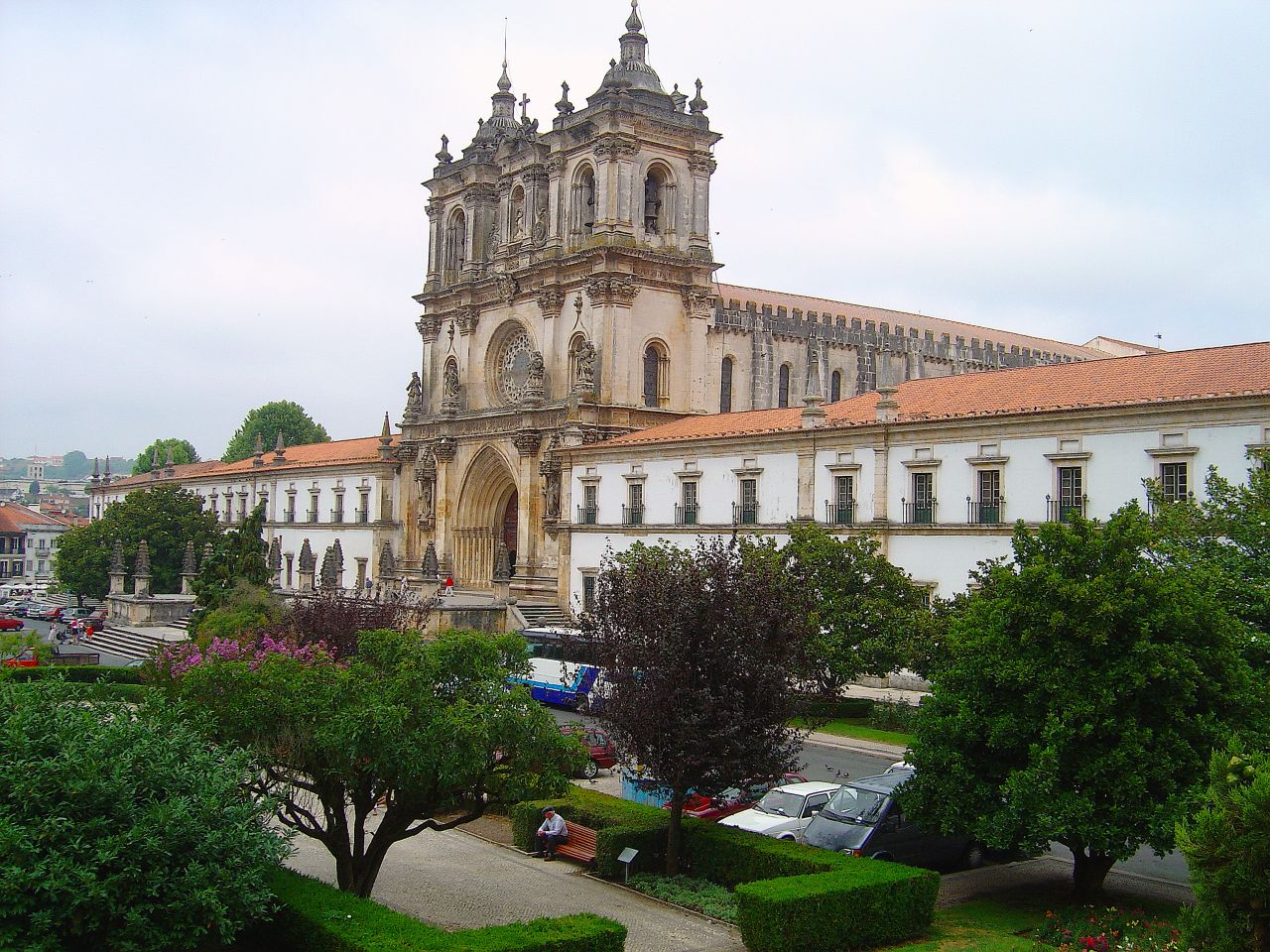
Mosteiro de Alcobaça - abadia cisterciense portuguesa

O renascimento monástico que se seguiu, o Cisterciense, durante os últimos anos do século XI, teve também uma vasta difusão e persistiu por mais tempo. Ainda que o grande impulsionador da Ordem tenha sido São Bernardo, ao tornar famosa a Abadia de Claraval (Clairvaux) em 1116, onde demonstrou um fervor notável, os seus fundadores foram  São Roberto de Molesme e Santo Estevão Harding, em Cîteaux (Cistércio), uma floresta solitária e quase inacessível entre a região de Champanhe e a Burgúndia. A nova Ordem derivava dos Beneditinos e seguia, portanto, a Regra de São Bento. Pretendia reformar os costumes monásticos ao aplicar regras rígidas de auto-abnegação que depois foram adoptadas pelas igrejas e instituições que pelos seus esforços foram erigindo por toda a Europa. A característica determinante das abadias Cistercienses consistia na sua extrema simplicidade e austeridade arquitetônica. Apenas se permitia uma torre, central, e de baixa estatura. Pináculos e torreões desnecessários passaram a ser proibidos. O trifório passou a ser omitido nas igrejas da Ordem. As janelas deveriam ser simples, sem divisões e sem vitrais. Prescindia-se de qualquer ornamentação acessória. As cruzes deveriam ser de madeira; os castiçais, de ferro. Tudo o que fosse exposto ao olhar deveria dar um testemunho de renúncia a qualquer vaidade mundana.

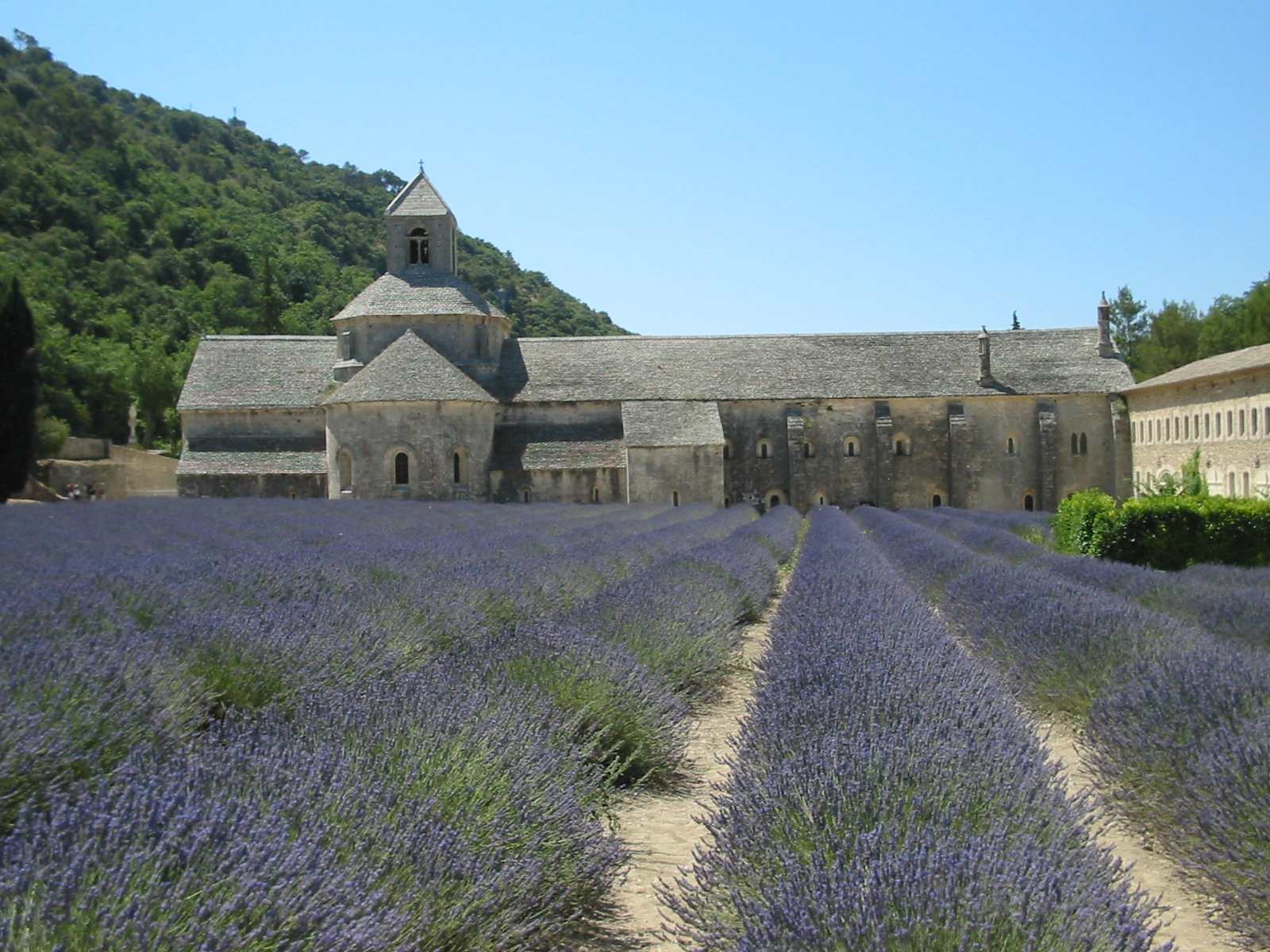
Abadia de Senanque, no sul de França, onde é claramente visível o ideal de simplicidade cisterciense

O mesmo espírito se manifestava na escolha dos locais onde os mosteiros eram erigidos. Quanto mais lúgubres e selvagens fossem as redondezas, mais estas se adequavam aos costumes austeros e rígidos dos monges. Mas estes assumiam uma vocação não apenas ascética mas também de trabalho e modificação do seu ambiente. Os mosteiros Cistercienses deveriam, por regra, ser fundados em vales profundos bem providos de água. Ficavam, por isso, sempre junto a um rio, regato ou fonte, ou mesmo construídos sobre esses cursos de água, como acontece em Alcobaça, onde a cozinha é atravessada por um afluente do rio Alcoa. Tais vales, graças ao labor dos frades, eram profundamente alterados, passando de locais inóspitos a lugares altamente produtivos a nível agrícola. Pântanos, lamaçais, bosques sinuosos e florestas impenetráveis eram, geralmente, o terreno preferido para a ação empreendedora desta Ordem. O "vale claro (luminoso)" ou Claraval, de São Bernardo, era, antes conhecido como "Vale do Absinto", ou da amargura, onde se refugiava toda a casta de bandidos. Milman, no seu "History of Latin Christianity", Volume III refere: "Era uma solidão sombria e selvagem, tão absolutamente estéril que, em princípio, Bernardo e os seus companheiros foram obrigados a viver sobre folhas de faia."
Contudo, em termos estéticos, há a referir a síntese estética entre o românico, próprio de grande parte dos locais onde se estabeleciam e, de certa forma, aparentado aos ideais de simplicidade da Ordem, com o gótico, onde o virtuosismo estrutural e a sua tendência decorativista se tiveram de aliar e reformular, ao fazer conviver uma concepção mais humanista com outra, essencialmente espiritual.

## Agostinhos

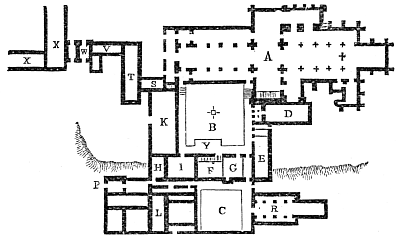
Abadia de Santo Agostinho, em Bristol. A. Igreja; B. Grande claustro; C. Pequeno claustro; D. Casa do capítulo; E. Calefatório; F. Refeitório; G. Câmara; H. Cozinha; I. Sala de serventia à cozinha; K. Adegas; L. Aposentos do Abade; P. Porta do Abade; R. Enfermaria; S. Aposentos dos frades; T. Aposento real; V. Hospedaria; W. Portão da abadia; X. Celeiros, estábulos, etc.; Y. Lavatório.

As abadias dos Cónegos Regrantes de Santo Agostinho apresentam poucas particularidades próprias. Sendo uma Ordem de clero regular, ocupando uma posição de meio termo entre monges e cónegos seculares — algo como um conjunto de párocos a viverem em comunidade e em observância a uma regra — as suas igrejas costumam caracterizar-se por igrejas com planta comprida, de forma a alojarem grandes congregações. O Coro é, geralmente, longo. A disposição arquitetônica dos edifícios conventuais não tinha grandes inovações. Os aposentos do prior ficavam quase sempre no ângulo sudoeste da nave.
O plano, ao lado esquerdo, da Abadia de Santo Agostinho em Bristol, onde está atualmente a catedral desta cidade, mostra como a disposição dos edifícios difere pouco das abadias beneditinas. Em Portugal, o Mosteiro de Santa Cruz de Coimbra foi, talvez, o mais importante centro religioso, cultural e de ensino desta Ordem, que, desde cedo recebeu vários privilégios reais e papais. Da planta original, de estilo românico, sabe-se apenas que a fachada incluía uma torre e que o corpo da igreja era de uma só nave, tal como era, também, característico entre os Agostinhos.

## Premonstratenses

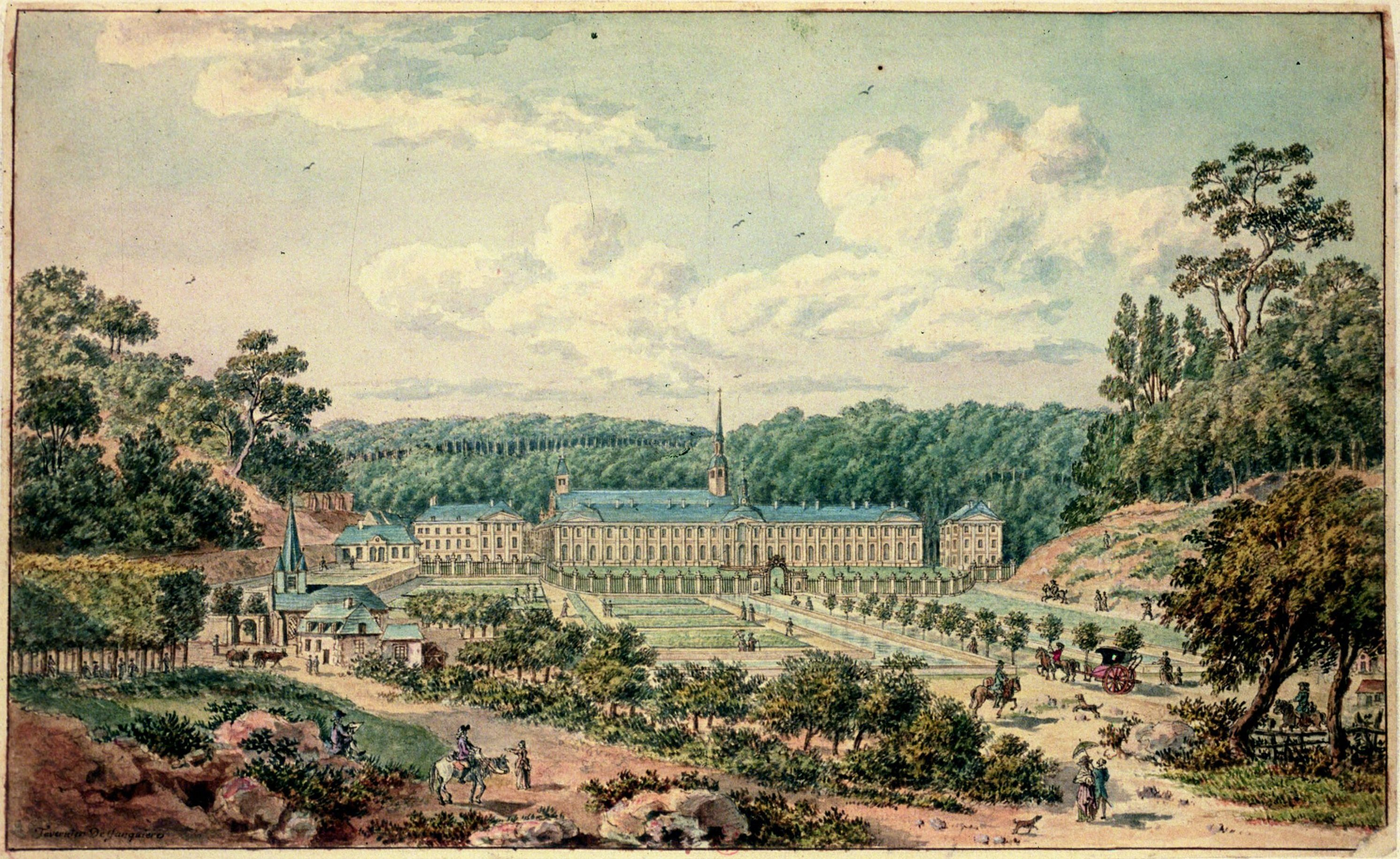
Abadia de Prémontré

Os cónegos regulares Premonstratenses ou Cónegos Brancos consistem num ramo que derivou dos cónegos regulares de Santo Agostinho, fundado em 1119 por São Norberto (nascido em Xanten, no Baixo Reno), cerca de 1080) em Prémontré, um pântano isolado na floresta de Coucy, na diocese de Laon. A Ordem disseminou-se facilmente. Ainda em vida do seu fundador, já existiam casas premonstratenses na Síria e na Palestina. Manteve durante muito tempo a sua austeridade rígida mas, ao longo do tempo, à medida que a Ordem ia enriquecendo, foram aumentando as acusações de indolência e de entrega a uma vida de luxo. Em Portugal, estabeleceram-se na Ermida de Paiva e talvez no mosteiro de Vandoma, mas a sua história está deficientemente registada. Como exemplo de um mosteiro premonstratense, pode-se considerar a Abadia de Easby, em Inglaterra (onde a Ordem se estabeleceu em 1140, em Newhouse, no Lincolnshire), cuja planta é singularmente irregular, devido ao fato de se encontrar na margem inclinada de um rio. O claustro situa-se, como é hábito, a sul da igreja, mantendo os edifícios principais em torno do mesmo. Contudo, o seu pátio central é trapezoidal, o que obrigou os edifícios a disporem-se de forma algo inusitada. A planta da igreja segue a disposição adoptada pelos cónegos Agostinhos nas suas abadias setentrionais e tem apenas uma único corredor na nave, a norte; o coro é comprido, estreito e sem corredor; cada transepto tem uma ala para oriente, formando três capelas. Outro edifício interessante desta Ordem é a igreja da Abadia de Bayham, com nave simples e invulgarmente estreita, o mesmo acontecendo ao coro, provido de uma ábside poligonal de três lados. As proporções da igreja são de 78 m de comprimento por 8 de largura. A severidade da Ordem, ao rejeitar possessões terrenas, traduzia-se, assim, numa arquitectura de espaços limitados.

## Cartuxos

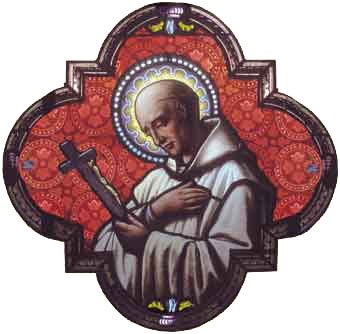
São Bruno, fundador da Ordem dos Cartuxos, representado num vitral da Cartuxa da Serra de São Bruno

A Ordem dos Cartuxos, tal como foi estabelecida por São Bruno de Colônia, em cerca de 1084, desenvolveu uma nova forma de concepção monástica. O princípio desta Ordem, ao combinar a vida cenobítica com a vida solitária, obrigou à construção de edifícios com um tipo de planta diferente. Esta planta-tipo, primeiramente adoptada por São Bruno e pelos seus doze companheiros no estabelecimento original, em Chartreux, perto de Grenobla, foi mantida em todos os mosteiros Cartuxos da Europa, mesmo depois de se verificar algum relaxamento nos hábitos ascéticos da Ordem e de a simplicidade original dos edifícios ter sido substituída pela magnificência decorativa que caracteriza alguns mosteiros como, por exemplo, as Cartuxas de Pavia e Florença. De acordo com a regra de São Bruno, todos os membros de uma irmandade Cartuxa vivem em absoluto silêncio e solidão. Cada um ocupa uma cela, com acesso a um pequeno jardim rodeado de altos muros, e unidas por um corredor comum ou por um claustro. É aí que o monge Cartuxo passa o seu tempo em absoluta ascese, deixando os seus aposentos apenas para os serviços religiosos, três vezes ao dia (Missa de manhã, Vésperas à tarde e Matutinas e Laudes à meia-noite) ou quando a irmandade se reúne no refeitório. Em Portugal, tornou-se famosa a Cartuxa de Santa Maria Scala Coeli, em Évora, com o maior claustro conventual de Portugal. Famoso também, é o vinho aí produzido pelos frades (comercializado exatamente como Cartuxa).
A noção de deserto, presente na origem da vida monástica é, de novo, recuperada e reinterpretada pela Ordem cartusiana que valoriza a solidão e os ermos — o deserto — como extensão do próprio espaço monástico e da clausura propensa à contemplação. Tanto os espaços agrícolas desertos a norte de Évora como a aridez alpina da Grande Chartreuse original (Grande Cartuxa) no Isère, inscrevem-se não apenas como enquadramento do mosteiro, mas como parte dele.

### Clermont
As peculiaridades próprias de um mosteiro Cartuxo, ou Cartuxa são explícitas na planta da Cartuxa de Clermont, criada por Viollet-le-Duc, a partir de observações feitas por este. Todo o edifício é rodeado de torres de vigia. O interior é dividido em dois recintos, em que o oriental, rodeado por um claustro que dá acesso às celas é, de longe, o maior. Os dois recintos são divididos pelos edifícios principais do mosteiro, incluindo a igreja e o santuário, separado do coro dos monges por uma cortina com dois altares. O claustro menor, a sul, é rodeado pela sala do capítulo, pelo refeitório e pela capela de Pontgibaud. A cozinha, com as suas salas de serventia, fica atrás do refeitório, acessível pelo recinto exterior, sem entrar no claustro.
A norte da igreja, atrás da sacristia e das capelas laterais, fica a cela do sub-prior, com o seu jardim. Os aposentos do prior ocupam o centro do recinto exterior, logo à frente da porta ocidental da igreja e frente ao portão do convento, e um pequeno recinto mais elevado, com uma fonte, antes deste. É também neste recinto exterior que se situa a hospedaria, os estábulos e os aposentos dos irmãos leigos, os celeiros, o pombal e a padaria, bem como uma prisão. Neste mesmo recinto, os estabelecimentos primitivos, como em Witham, tinham também uma igreja de menores dimensões.
Os recintos exterior e interior estão unidos por um longo passadiço, largo o suficiente para permitir a passagem de uma carroça carregada de lenha capaz de fornecer o combustível necessário para aquecer as celas da comunidade. O grande claustro é rodeado de 18 celas, dispostas segundo uma planta uniforme. Cada um destes pequenos aposentos é constituído por três quartos: uma pequena sala de estar aquecida por um aquecedor no inverno; um quarto de dormir com uma enxerga, uma mesa, um banco, uma estante e um armário. Entre a cela e a galeria do claustro existe uma passagem ou corredor que isola o interior da cela de todos os sons ou movimentos exteriores que poderiam interromper a meditação do frade. O superior tinha acesso livre a este corredor, de onde poderia inspeccionar os jardins, sem ser visto, através de pequenos nichos. Existe ainda uma mesa giratória onde um irmão, designado para esse efeito, inseria a ração diária de víveres, não permitindo qualquer comunicação visual em qualquer dos sentidos (para dentro ou para fora). Um exemplo perfeito desta mesa giratória, característica de todas as cartuxas, pode ser visto em Miraflores, perto de Burgos. A mesa giratória manteve-se praticamente inalterada desde que foi terminada em 1480.
Estas disposições encontram-se quase invariavelmente em todas as cartuxas da Europa Ocidental. A Cartuxa de Yorkshire, em Mount Grace, fundada por Thomas Holland, o jovem duque de Surrey, sobrinho de Ricardo II de Inglaterra, durante um período de renascimento de popularidade da Ordem, cerca do ano 1397, é o exemplo inglês mais perfeitamente preservado, caracterizado pela simplicidade da Ordem. A igreja é um edifício modesto, longo, estreito e sem alas laterais. Dentro do muro da clausura existem também dois recintos, dos quais o meridional apresenta a típica disposição de igreja, refeitório, etc., abrindo para o claustro. Os edifícios são simples e robustos. O recinto norte inclui 14 celas.

## Ordens mendicantes

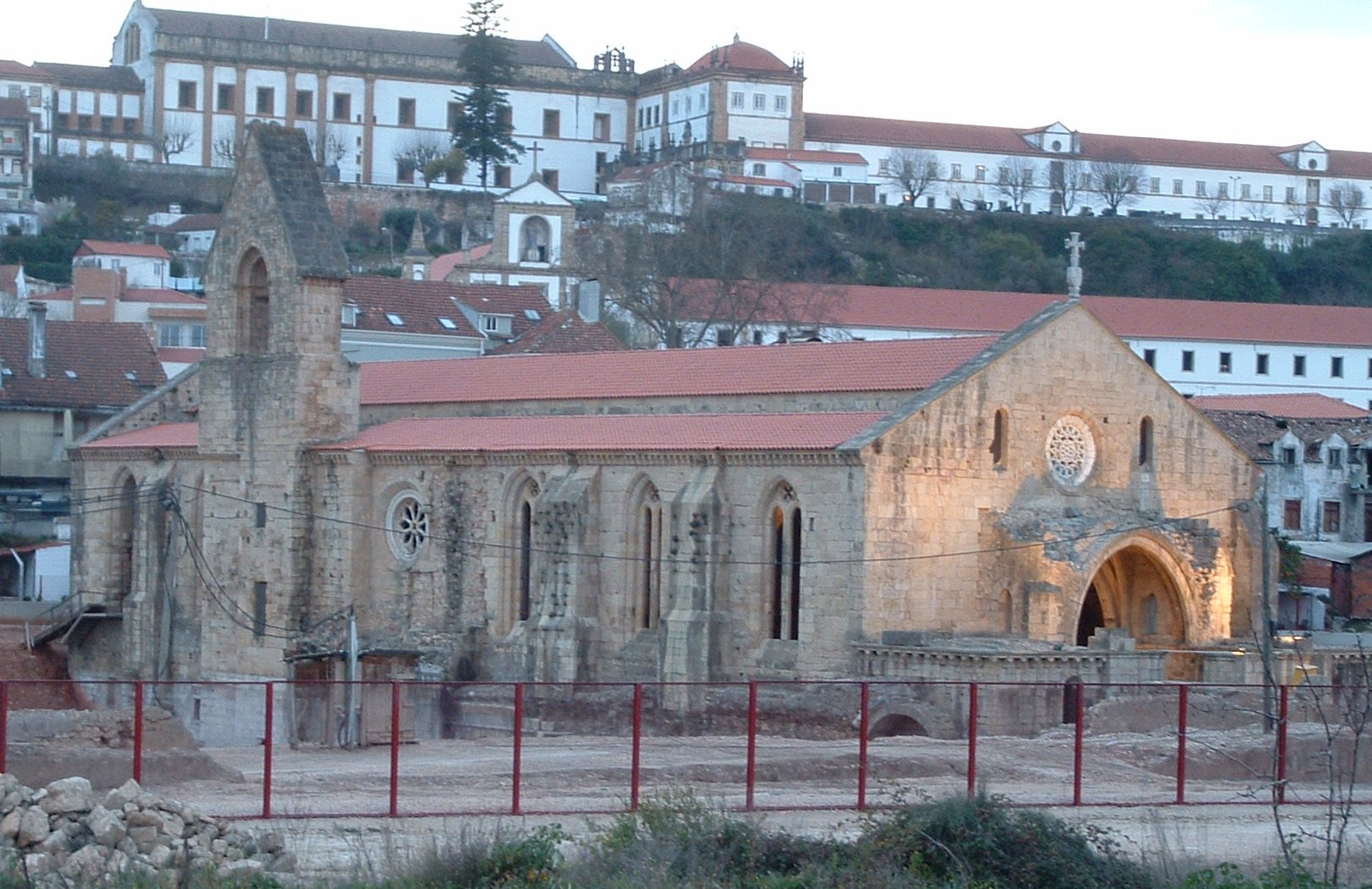
Mosteiro de Santa Clara-a-Velha, da Ordem das Clarissas, em Coimbra

A disposição dos edifícios monásticos nas Ordens mendicantes, incluindo a Ordem Dominicana, os Franciscanos, os Carmelitas e os Agostinhos (já atrás referidos) não segue, geralmente, um modelo distinto, o que deriva também da sua vocação urbana, em contraste com os Beneditinos, que procuravam locais onde pudessem desenvolver atividades de tipo agrícola. De fato, estas Ordens nasceram no século XIII com o crescimento das cidades e vilas europeias. Os conventos ficavam situados, por regra, em povoações densas e pobres, adaptando os edifícios à malha urbana, o que implicava irregularidade nas plantas. As suas igrejas, pensadas mais para a recepção de multidões de ouvintes do que de devotos, diferem bastante das que são usuais em outras Ordens. Geralmente, limitam-se a uma planta em forma de um longo paralelogramo, não dividido por qualquer transepto. A nave consistia, em geral, de dois corpos semelhantes, um dos quais seria ocupado pelos frades e o outro deixado inteiramente para a congregação. Por vezes, nem sequer se construía o coro, sendo a igreja não mais que uma estrutura ininterrupta, com uma fila contínua de janelas. A extremidade oriental era, geralmente, oblonga, ainda que se encontre, por vezes, como na Igreja dos Frades, em Winchelsea, uma ábside poligonal. Outras vezes, o corpo da igreja é atravessado por um transepto de grandes dimensões, chegando a rivalizar ou a exceder o tamanho da nave. Tal arranjo é frequente na Irlanda, onde o número elevado de conventos permitiu a existência de tais peculiaridades na planta dos mesmos.

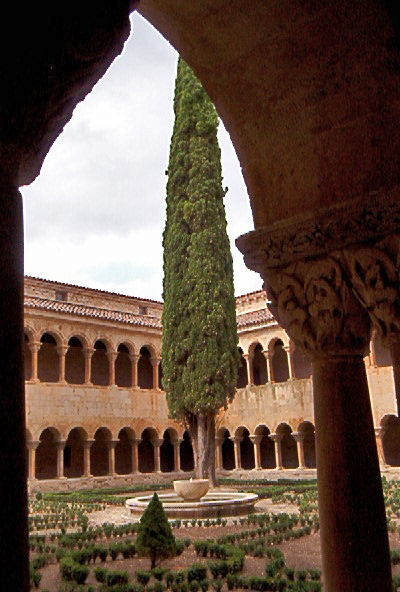
Claustro do Convento Dominicano de São Domingos de Silos (Espanha)

No início, as igrejas apresentavam-se destituídas de torres, mas nos séculos XIV e XV começaram-se a inserir torres altas e estreitas entre a nave e o coro. A torre hexagonal, no convento dos Franciscanos, em Lynn, é um bom exemplo. A disposição dos edifícios monásticos costuma, também, dar azo a características particulares nos diversos conventos, não havendo registos que permitam um conhecimento aprofundado de qualquer regularidade nas Ordens primitivas. Nos Jacobinos, em Paris, há um claustro a norte da igreja. Esta apresenta-se longa e estreita, com duas alas laterais, enquanto que o refeitório — um edifício de grande comprimento, bem destacado do claustro, dispõe-se ao longo da área anterior à fachada ocidental da igreja. Em Toulouse, a nave tem também duas alas paralelas, ainda que o coro seja absidal e com capelas radiantes. O refeitório dispõe-se a norte e faz ângulo reto com o claustro, que também fica a norte da igreja, com a sala do capítulo e a sacristia a oriente. O ideal estético dos Franciscanos tentava, de alguma forma, recorrer à simplicidade estrutural para transmitir a sua aspiração de bondade e beleza, concretizada em espaços luminosos que ligassem a condição terrena do homem à sua aspiração a valores espirituais mais elevados. Os Dominicanos, por sua vez, exprimem uma determinada sensibilidade estética humanista que se traduz, segundo as palavras do artista português António Lino, num "formalismo harmónico" que exprime, de forma unificada, a sua concepção da essência do espaço. Em Portugal, o Convento de Mafra, construído para albergar monges Capuchinhos (Franciscanos), contrasta, no seu fausto megalómano, com os hábitos de pobreza da Ordem para que foi concebido, já que foi pensado também, à imagem do Escorial, como palácio.

## Priorados
Todos os grandes mosteiros tinham, na sua dependência, fundações menores designadas como priorados. Estes, por vezes, consistiam apenas em simples edifícios que serviam de residência e local de trabalho, enquanto que outros se assemelhavam a pequenos mosteiros albergando 5 a 10 monges. As zonas anexas, de carácter rural, eram conhecidas como villae. Estas eram trabalhadas pelos irmãos-leigos, por vezes sob a supervisão de um único monge.